# Potemkinove stube
Potemkinove stube (ukr.: Потьомкінські сходи, rus.: Потёмкинская лестница), su velike stube u ukrajinskom gradu Odesi. Smatraju se formalnim ulazom u grad od mora i najpoznatiji su spomenik arhitekture u Odesi.
Stube su prvo bile poznate pod nazivom Boulevarske stube, Velike stube i Richelieuve stube .
Na vrhu stubište je 12,5 metara široko a širina najniže stube je 21,7 metara. Stube su visoke 27 metara a njihova dužina je 142 metra, iako se dobiva optička iluzija da su duže. Osoba koja gleda niz stube vidi samo platforme koje povezuju stube dok su same stube nevidljive, dok osoba koja gleda stube odozdo vidi samo stube dok su platforme nevidljive.
Druga iluzija je oblik stuba; sa širim stubama na dnu, što stvara pogrešnu percepciju. Gledajući stube odozdo prema gore stvara se dojam da izgledaju dulje nego što uistinu jesu, dok gledajući odozgo prema dolje stvara se dojam da su kraće od stvarne duljine.

## Povijest
Stube su izgrađene od 1836. do 1841. da bi se olakšao odlazak iz visoko smještene Odese do luke. 
Stube su postale poznate kroz film Sergeja Ejzenštejna Oklopnjača Potemkin (1925.). U filmu je prikazan pokolj kojeg su napravili carski vojnici na stubama. U zbilji nije nikada ni bilo pokolja, ali ipak dolazi do promjene naziva stuba 1955. koje su se prije toga zvale Primorskijeve u Potemkinove stube u čast 50. obljetnice pobune na carskom bojnom brodu Potemkin tijekom Ruske revolucije 1905.
Poslije neovisnosti Ukrajine, Potemkinove stube, zajedno s velikim brojem ulica u Odesi, dobivaju svoj prvobitan naziv, Primorskije stube. Ipak većina građana Odese još uvijek rabi sovjetski naziv za stube.